# Luis García Postigo
Luis García Postigo (Ciudad de México, 1 de junio de 1969) es un exfutbolista, y comentarista mexicano. Desempeñado como delantero, es considerado uno de los jugadores mexicanos más prolíficos de la historia, caracterizado por su velocidad, desmarque y disparo a la media vuelta. Disputó los mundiales de fútbol de Estados Unidos 1994 y Francia 1998 así como los Juegos Olímpicos de Atlanta 1996.

## Trayectoria como futbolista

### Inicios
Inició su carrera jugando para el Club Universidad Nacional en el año de 1987, ante los Leones Negros de la Universidad de Guadalajara, quedando el marcador empatado a un gol. En 1990-91 fue campeón del fútbol mexicano al vencer en la final al América. Fue campeón de goleo ese mismo año y repitió al año siguiente, sumando 75 anotaciones en las 2 temporadas, lo que le valió ser transferido al Atlético de Madrid.

### Atlético de Madrid
En su primera campaña tuvo una destacada actuación, anotando 17 goles en 29 partidos disputados, siendo hasta ese momento, el mejor debut de un futbolista mexicano en la liga de España. La siguiente temporada bajó su productividad, además de tener diferencias marcadas con la dirigencia del club.

### Real Sociedad
Para la temporada 1994-1995 fue transferido a la Real Sociedad, donde militó seis meses. En el club español tuvo el peor año de su carrera al irse sin registros en el renglón de goles anotados.

### América
Para el torneo 1994-1995 regresó a México y se unió al Club América, mismo en el que permaneció hasta el torneo de Verano 1997.

### Atlante
En 1997 paso al Atlante en donde estuvo un año, en el club azulgrana, teniendo buenos resultados, siendo los potros 3.er lugar de la tabla general en lo colectivo y resultando en lo individual campeón de goleo en el Invierno 1997 con 12 anotaciones.

### Guadalajara
Fue fichado en el Invierno 1998 por el club Guadalajara, en ese torneo las Chivas llegaron hasta la final, misma que perdieron de manera sorprendente en el Estadio Jalisco, ante Necaxa.

### Morelia y Puebla
Posteriormente en 1999 fue transferido al Monarcas Morelia y después de tener diferencias con la dirigencia del Guadalajara, el club rojiblanco al ser dueño de su carta, lo traspasó contra su voluntad al Puebla, donde sólo jugó un partido.

## Clubes
| Club               | País   | Año       | Partidos | Anotado | Media |
| ------------------ | ------ | --------- | -------- | ------- | ----- |
| UNAM               | México | 1986-1992 | 195      | 92      | 0.47  |
| Atlético de Madrid | España | 1992-1994 | 73       | 33      | 0.45  |
| Real Sociedad      | España | 1994      | 10       | 0       | 0     |
| América            | México | 1995-1997 | 78       | 40      | 0.51  |
| Atlante            | México | 1997-1998 | 29       | 14      | 0.48  |
| Guadalajara        | México | 1998-1999 | 56       | 20      | 0.36  |
| Monarcas Morelia   | México | 1999-2000 | 17       | 9       | 0.53  |
| Puebla             | México | 2000      | 1        | 1       | 1     |
|                    |        | Total     | 444      | 209     | 0.47  |

## Selección nacional
Debutó en la selección de fútbol de México en 1990, jugó un total de 78 partidos con la selección nacional, siendo el séptimo mejor anotador en la historia de la selección con 29 goles, empatado con Luis Flores y con Hugo Sánchez. Jugó la Copa Mundial de Fútbol de 1994, donde marcó 2 goles contra Irlanda y fue expulsado en el partido de octavos de final frente a Bulgaria al recibir dos tarjetas amarillas. Fue convocado para el mundial de Francia 98, pero no jugó un solo partido. Jugó la Copa América 1995 en Uruguay logrando el título de goleo. Su último partido con la selección fue en el año 2000 contra Ecuador.

### Participaciones en fases finales
| Torneo                          | Categoría | Sede           | Resultado        | Partidos | Goles |
| ------------------------------- | --------- | -------------- | ---------------- | -------- | ----- |
| Copa Mundial de 1985            | Sub-17    | China          | Primera fase     | 3        | 0     |
| Copa de Oro de la Concacaf 1991 | Absoluta  | Estados Unidos | Tercer lugar     | 4        | 0     |
| Copa Norteamericana 1991        | Absoluta  | Norteamérica   | Campeón          | 2        | 0     |
| Copa América 1993               | Absoluta  | Ecuador        | Subcampeón       | 3        | 0     |
| Copa Mundial de Fútbol de 1994  | Absoluta  | Estados Unidos | Octavos de final | 4        | 2     |
| Copa FIFA Confederaciones 1995  | Absoluta  | Arabia Saudita | Tercer lugar     | 3        | 3     |
| Copa América 1995               | Absoluta  | Uruguay        | Cuartos de final | 4        | 4     |
| Copa de Oro de la Concacaf 1996 | Absoluta  | Estados Unidos | Campeón          | 4        | 3     |
| Copa USA 1996                   | Absoluta  | Estados Unidos | Campeón          | 3        | 3     |
| Juegos Olímpicos de 1996        | Sub-23    | Estados Unidos | Cuartos de final | 4        | 0     |
| Copa USA 1997                   | Absoluta  | Estados Unidos | Campeón          | 3        | 2     |
| Copa Mundial de Fútbol de 1998  | Absoluta  | Francia        | Octavos de final | 0        | 0     |
| Total                           | –         | –              | –                | 37       | 15    |

### Participaciones en fases clasificatorias
| Torneo                     | Categoría | Sede                                 | Resultado   | Partidos | Goles |
| -------------------------- | --------- | ------------------------------------ | ----------- | -------- | ----- |
| Clasificación Mundial 1994 | Absoluta  | Norteamérica, Centroamérica y Caribe | Clasificado | 7        | 4     |
| Clasificación Mundial 1998 | Absoluta  | Norteamérica, Centroamérica y Caribe | Clasificado | 8        | 2     |
| Total                      | –         | –                                    | –           | 15       | 6     |

### Goles internacionales
| Gol | Fecha                   | Sede                            | Oponente                            | Resultado | Competición                                |
| --- | ----------------------- | ------------------------------- | ----------------------------------- | --------- | ------------------------------------------ |
| 1.  | 4 de diciembre de 1991  | León, México                    | Hungría                             | 3–0       | Amistoso                                   |
| 2.  | 11 de marzo de 1992     | Tampico, México                 | Comunidad de Estados Independientes | 1–1       | Amistoso                                   |
| 3.  | 22 de noviembre de 1992 | México, D. F., México           | Costa Rica                          | 4–0       | Clasificación para la Copa Mundial de 1994 |
| 4.  | 22 de noviembre de 1992 | México, D. F., México           | Costa Rica                          | 4–0       | Clasificación para la Copa Mundial de 1994 |
| 5.  | 27 de enero de 1993     | Las Palmas, España              | España                              | 1–1       | Amistoso                                   |
| 6.  | 18 de abril de 1993     | México, D. F., México           | El Salvador                         | 3–1       | Clasificación para la Copa Mundial de 1994 |
| 7.  | 2 de mayo de 1993       | Tegucigalpa, Honduras           | Honduras                            | 4–1       | Clasificación para la Copa Mundial de 1994 |
| 8.  | 11 de junio de 1994     | Miami, Estados Unidos           | Irlanda del Norte                   | 3–0       | Amistoso                                   |
| 9.  | 11 de junio de 1994     | Miami, Estados Unidos           | Irlanda del Norte                   | 3–0       | Amistoso                                   |
| 10. | 24 de junio de 1994     | Orlando, Estados Unidos         | Irlanda                             | 2–1       | Copa Mundial de 1994                       |
| 11. | 24 de junio de 1994     | Orlando, Estados Unidos         | Irlanda                             | 2–1       | Copa Mundial de 1994                       |
| 12. | 6 de enero de 1995      | Riad, Arabia Saudita            | Arabia Saudita                      | 2–0       | Copa Rey Fahd 1995                         |
| 13. | 6 de enero de 1995      | Riad, Arabia Saudita            | Arabia Saudita                      | 2–0       | Copa Rey Fahd 1995                         |
| 14. | 10 de enero de 1995     | Riad, Arabia Saudita            | Dinamarca                           | 1–1       | Copa Rey Fahd 1995                         |
| 15. | 29 de marzo de 1995     | Los Ángeles, Estados Unidos     | Chile                               | 1–2       | Amistoso                                   |
| 16. | 6 de julio de 1995      | Maldonado Uruguay               | Paraguay                            | 2–1       | Copa América 1995                          |
| 17. | 9 de julio de 1995      | Maldonado, Uruguay              | Venezuela                           | 3–1       | Copa América 1995                          |
| 18. | 9 de julio de 1995      | Maldonado, Uruguay              | Venezuela                           | 3–1       | Copa América 1995                          |
| 19. | 13 de julio de 1995     | Montevideo, Uruguay             | Uruguay                             | 1–1       | Copa América 1995                          |
| 20. | 30 de noviembre de 1995 | Los Ángeles, Estados Unidos     | Colombia                            | 2–2       | Amistoso                                   |
| 21. | 11 de enero de 1996     | San Diego, Estados Unidos       | San Vicente y las Granadinas        | 5–0       | Copa Oro 1996                              |
| 22. | 11 de enero de 1996     | San Diego, Estados Unidos       | San Vicente y las Granadinas        | 5–0       | Copa Oro 1996                              |
| 23. | 21 de enero de 1996     | Los Ángeles, Estados Unidos     | Brasil                              | 2–0       | Copa Oro 1996                              |
| 24. | 8 de junio de 1996      | Dallas, Estados Unidos          | Bolivia                             | 1–0       | Copa USA 1996                              |
| 25. | 12 de junio de 1996     | East Rutherford, Estados Unidos | Irlanda                             | 2–2       | Copa USA 1996                              |
| 26. | 12 de junio de 1996     | East Rutherford, Estados Unidos | Irlanda                             | 2–2       | Copa USA 1996                              |
| 27. | 8 de junio de 1997      | San Salvador, El Salvador       | El Salvador                         | 1–0       | Clasificación para la Copa Mundial de 1998 |
| 28. | 5 de octubre de 1997    | México D. F., México            | El Salvador                         | 5–0       | Clasificación para la Copa Mundial de 1998 |
| 29. | 31 de mayo de 1998      | Lausanne, Suiza                 | Japón                               | 2–1       | Amistoso                                   |

## Palmarés

### Clubes

#### Títulos nacionales
| Título                     | Club | Año     |
| -------------------------- | ---- | ------- |
| Primera División de México | UNAM | 1990-91 |

#### Títulos internacionales
| Título                           | Club | Año  |
| -------------------------------- | ---- | ---- |
| Copa de Campeones de la Concacaf | UNAM | 1989 |

### Selecciones
| Título                     | Equipo           | Año  |
| -------------------------- | ---------------- | ---- |
| Copa de Oro de la Concacaf | Selección México | 1996 |

### Distinciones individuales
| Título                                    | Equipo              |
| ----------------------------------------- | ------------------- |
| Campeón de Goleo Primera División 1990-91 | UNAM                |
| Mejor delantero Primera División 1990-91  | UNAM                |
| Campeón de Goleo Primera División 1991-92 | UNAM                |
| Mejor delantero Primera División 1991-92  | UNAM                |
| Campeón de Goleo Copa América 1995        | Selección de México |
| Campeón de Goleo Invierno 1997            | Atlante             |

| Distinción                                            | Año  |
| ----------------------------------------------------- | ---- |
| Miembro del Salón de la Fama del Fútbol Internacional | 2015 |

## Trayectoria como comentarista
Se retiró a inicios de 2000, actualmente trabaja como comentarista para TV Azteca y como periodista deportivo en LatinUS, plataforma digital de Carlos Loret de Mola. Los eventos internacionales a los que ha asistido como comentarista son las Copas del Mundo de 2002, 2006, 2010, 2014, 2018 y 2022, la Copa América 2007, 2011, 2015, 2016 y 2019, y los Juegos Olímpicos de 2008 y 2012.
También participa en el videojuego Pro Evolution Soccer de Konami desde el año 2009, donde comenta los partidos en la versión en español de México junto a Christian Martinoli.
También colabora con el Diario Deportivo Récord y en la cadena Radio ACIR.

## Trayectoria como actor de doblaje
En 2019 incursionó por primera vez en el doblaje de una película de cine con su participación en Wonder Park como la voz de Gus. También es la voz hispanoamericana de Svenganza en Minions: The Rise of Gru. Y recientemente en Anime "Blue Lock"

## Trayectoria como dirigente deportivo
En diciembre de 2023 asumió el rol de comisionado de La People's League, un torneo profesional de fútbol 7 que es presentado como un programa de telerrealidad.

## Filmografía

### Doblaje
| Año  | Personaje        | Título                   | Actor original | Fuente |
| ---- | ---------------- | ------------------------ | -------------- | ------ |
| 2019 | Gus              | Parque mágico            | Kenan Thompson | [ 10 ] |
| 2022 | Svenganza        | Minions: nace un villano | Dolph Lundgren | [ 11 ] |
| 2024 | Harutaro Natsuki | Blue Lock                | Wataru Takagi  | [ 13 ] |

### Televisión
| Año       | Personaje | Título             | Fuente |
| --------- | --------- | ------------------ | ------ |
| 1995-1996 | Él mismo  | Lazos de amor      | [ 14 ] |
| 2014      | Él mismo  | Caipirinha Sunrise | [ 15 ] |
| 2019-2020 | Conductor | ¿Te la juegas?     | [ 16 ] |
| 2023      | Coach     | DBUT- FC           | [ 17 ] |